# Scotocyma manusensis
Scotocyma manusensis là một loài bướm đêm trong họ Geometridae.